# Björn Johansson
Björn Olof Johansson (Venersburgo, 10 de setembro de 1963) é um ex-ciclista sueco de ciclismo de estrada. Juntamente com Jan Karlsson, Michel Lafis e Anders Jarl, Johansson conquistou a medalha de bronze na prova de 100 km contrarrelógio por equipes nos Jogos Olímpicos de Verão de 1984 em Seul.
 Também competiu nos Jogos Olímpicos de Barcelona 1992, não completando a corrida.